# Télécommunications en Nouvelle-Zélande

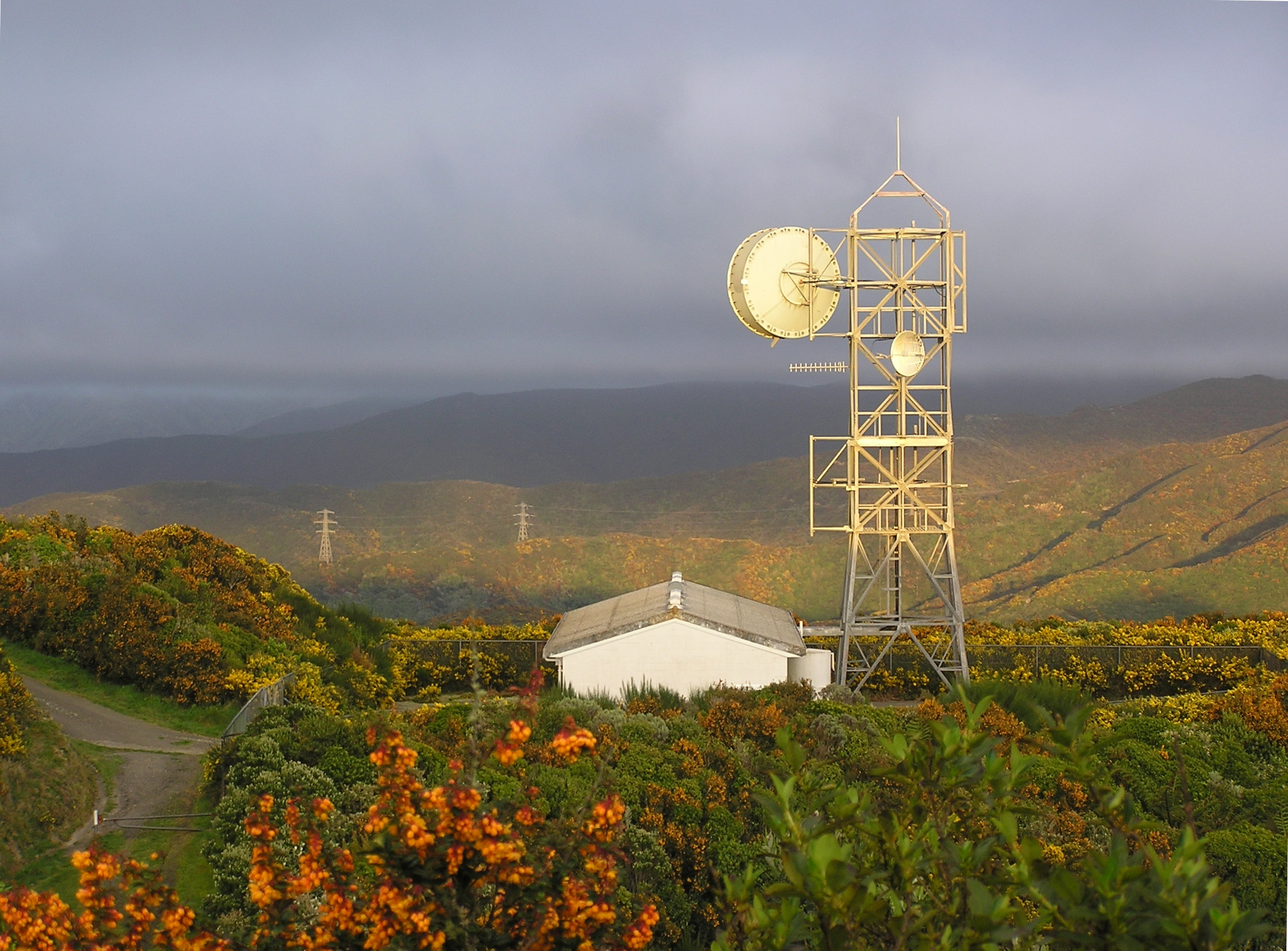
Une tour de télécommunication près de Wellington en Nouvelle-Zélande.

Les infrastructures de  télécommunications en Nouvelle-Zélande comprennent le système téléphonique, Internet et les médias audiovisuels. 
Les services de téléphonie fixes sont assurés principalement par des réseaux en cuivre mais les services en fibre se développent rapidement. Spark New Zealand, Vodafone New Zealand et 2degrees sont les trois principaux opérateurs du pays.
Les opérateurs de téléphonie mobile sont également Spark, Vodafone et 2degrees, mais il existe aussi des d'opérateurs de réseaux mobiles virtuels plus petits.

## Histoire

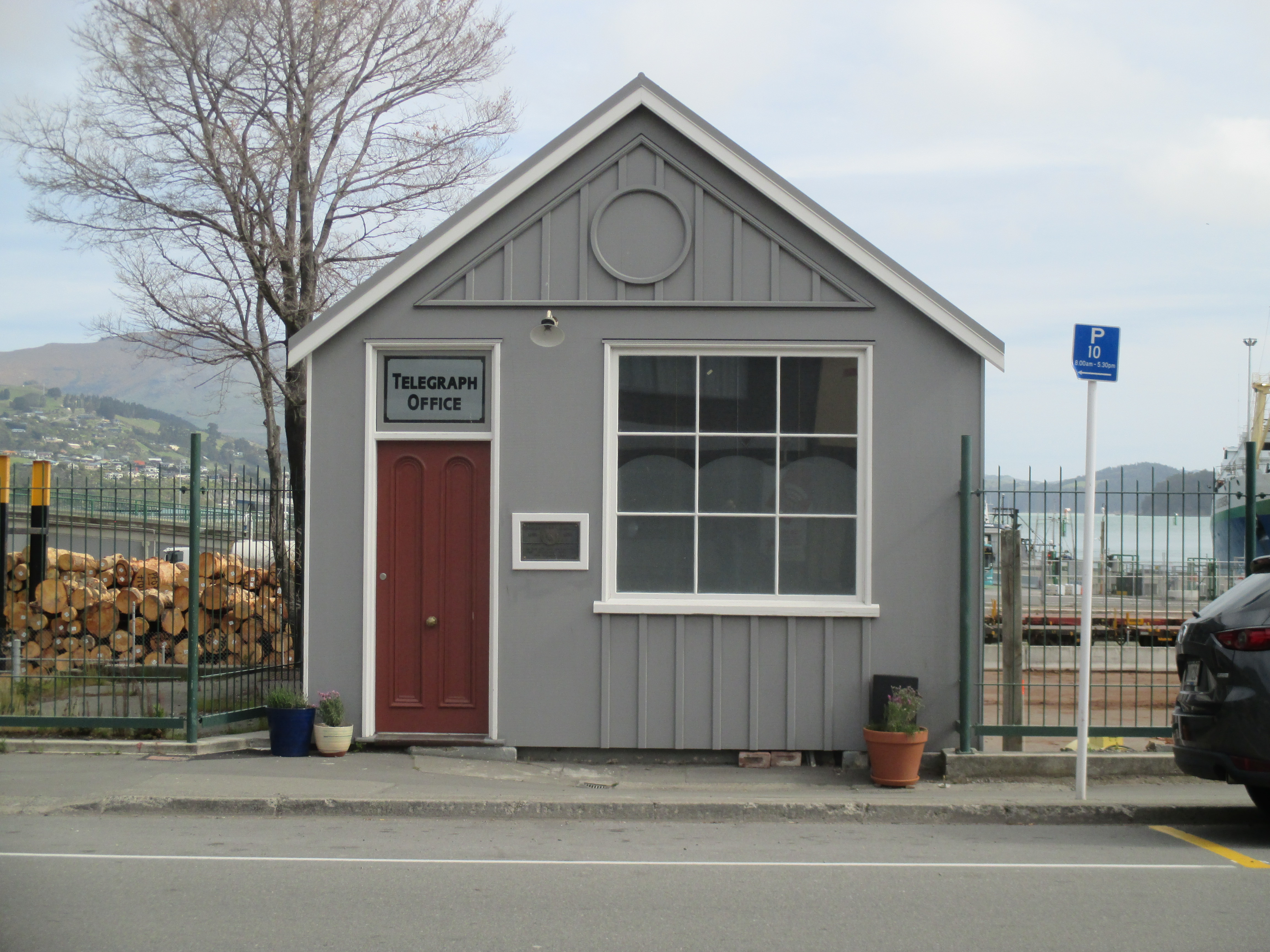
Le bureau télégraphique historique de Lyttelton à partir duquel a été faite la première transmission télégraphique de Nouvelle-Zélande

La première ligne télégraphique de Nouvelle-Zélande a été ouverte entre le port de Lyttelton et Christchurch le 16 juin 1862. La ligne a été tirée le long de la ligne de chemin de fer Lyttelton - Christchurch. Dans les années 1870 le réseau télégraphique s'est fortement développé, notamment avec la pose de câbles inter-îles. Les lignes télégraphiques sont passées de 1 124 km en 1866 à 5 101 km en 1876. Le premier câble télégraphique reliant l'Australie à la Nouvelle-Zélande a fonctionné dès le 21 février 1876. 
En 1881, le ministère du télégraphe électrique créé pour administrer le réseau télégraphique en pleine croissance a été fusionné avec le ministère des postes pour former le ministère des postes et télégraphes de Nouvelle-Zélande.
Alors que le téléphone sur lignes télégraphiques débutait, le gouvernement colonial a établi l'Electric Telegraph Act de 1875  qui instituait un monopole d'État sur la téléphonie . En 1900 on comptait 7150 abonnés aux services téléphoniques. Le nombre d'abonnés a considérablement augmenté au cours du siècle suivant et on estimait qu'en 1965 environ 35% des Néo-Zélandais avaient un téléphone.
Dans les années 1980, le réseau téléphonique néo-zélandaise est devenu de plus en plus saturé. À Auckland, le commutateur central s'est retrouvé « au bord de l'effondrement »  et ailleurs en Nouvelle-Zélande, les utilisateurs devaient subir la surcharge du réseau et de nombreuses pannes. Certaines régions étaient encore équipée de centraux téléphoniques manuels. Queenstown, par exemple, n'a été équipé de l'automatique qu'en 1988. La poste néo-zélandaise se montrait passablement inefficace car son statut limitait ses capacités d'investissement et sa situation de monopole ne l'incitait pas à améliorer le service à la clientèle.
Le monopole des télécommunications a pris fin en 1987 lorsque Telecom New Zealand a été créée, d'abord entreprise d'État, elle a été privatisée en 1990. La concurrence a été ouverte au début des années 1990, ce qui a réduit considérablement le prix des communications. Le premier concurrent sur le marché a été Clear Communications, un consortium d'entreprises nord-américaines et néo-zélandaises. Chorus, qui a été séparé de Telecom (aujourd'hui Spark), est apparu en 2011. Elle détient toujours la majorité de l'infrastructure de télécommunications, mais la concurrence des autres fournisseurs s'est accrue. Le déploiement à grande échelle de la fibre optique, sous la marque Ultra-Fast Broadband, a débuté en 2009 avec comme objectif une disponibilité pour 87 % de la population d'ici 2022. En  2016, l'Union internationale des télécommunications des Nations unies classait la Nouvelle-Zélande au 13e rang pour l'indice de développement des technologies de l'information et de la communication.

## Téléphonie
- Indicatif national : +64

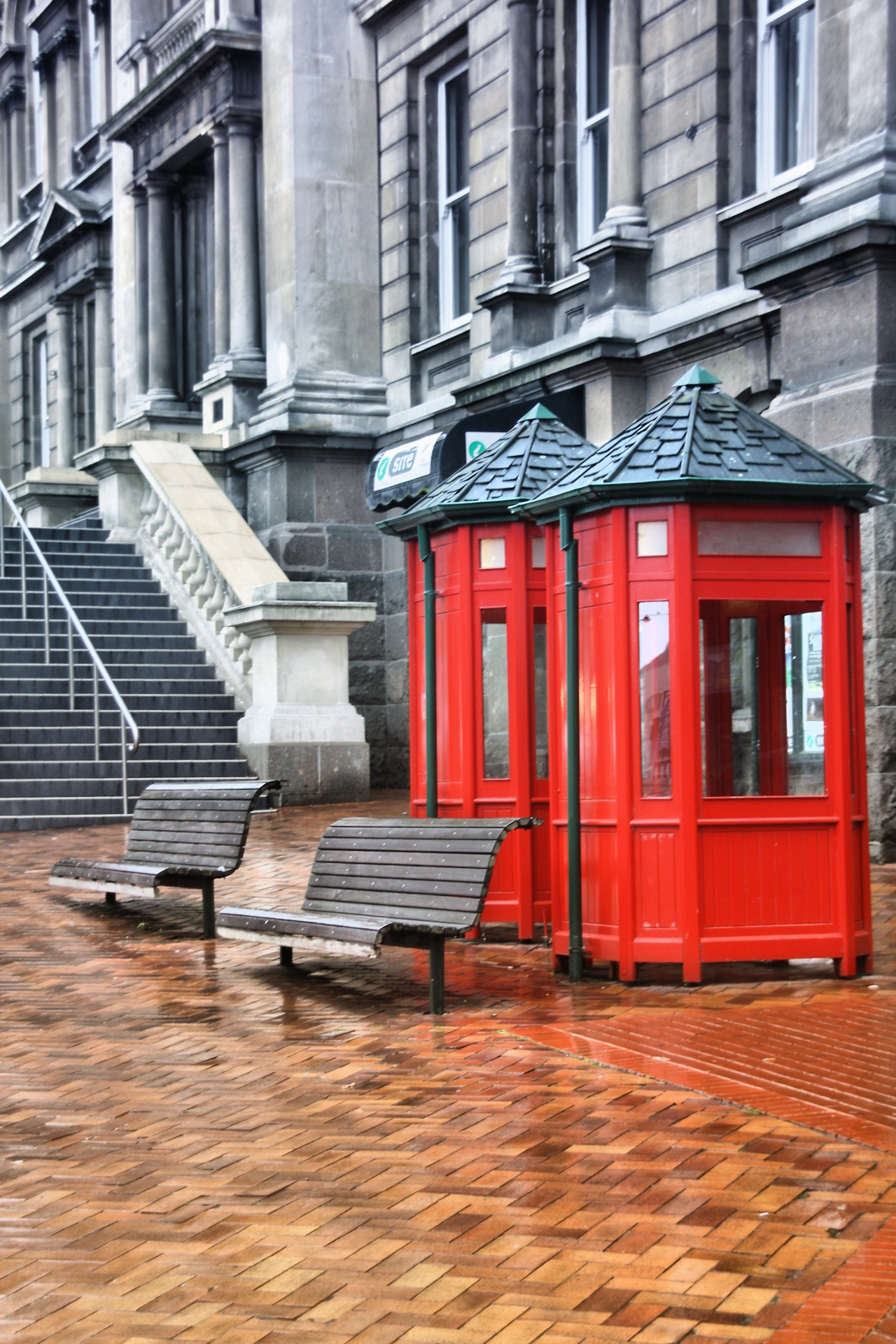
Cabines téléphoniques à Dunedin

  - Le même code est également utilisé pour joindre la base Scott en Antarctique et la base américaine McMurdo Station.

### Téléphonie mobile
- Nombre de connexions mobiles : 4,7 millions (2010)
- Couverture disponible pour environ 97 % de la population.
  - Les opérateurs:
    - 2degrees (fonctionnant avec UMTS et LTE )
      - Opérateurs de réseaux virtuels : Warehouse Mobile (appartenant à The Warehouse Group)[12]

    - Spark New Zealand (fonctionnant avec UMTS, HSDPA et LTE)[13]
      - Opérateurs de réseaux virtuels : Skinny (appartenant à Spark NZ), Digital Island[14], Vocus (anciennement CallPlus)[15] Compass[16] Flexiroam[17],

    - Vodafone Nouvelle-Zélande (fonctionnant avec GSM, UMTS, HSDPA et LTE)[18]
      - Opérateurs de réseaux virtuels : Flexiroam[17], Black+White[19], M2[20], Kogan Mobile NZ[21]

### Téléphonie fixe
- Nombre de raccordements fixes : 1,92 million (2000)
- Lignes individuelles disponibles dans 99% des résidences.
- Les services vocaux basés sur le cloud VoIP sont désormais courants.
- Opérateurs de ligne de cuivre traditionnels :
- Chorus Limited : Un grand nombre des fournisseurs de services  détaillent les connexions de Chorus aux clients privés et commerciaux. En tant que grossiste, Chorus ne vend pas es connexions Internet aux utilisateurs finaux.

### Câbles et faisceaux hertziens
- Nationale :
  - Liaisons fibre optique et faisceaux hertziens entre les villes
  - Câbles sous-marins à fibre optique entre l'île du Nord et l'île du Sud
- International:
  - Câbles sous-marins :
    - Hawaiki Cable (lancé en juillet 2018)[22]
    - Southern Cross Cable (vers l'Australie et Hawaï)
    - TASMAN 2 (vers l'Australie)
    - Tasman Global Access (vers l'Australie, terminé en mars 2017)[23]
    - Câble Moana (proposé)[24]

  - Stations terrestres satellites : 2 Intelsat (océan Pacifique)

## Radio
- Stations de diffusion radio : AM 124, FM 290, ondes courtes 4 (en 1998), 4 sur le satellite numérique Freeview.
- Récepteurs radios : 3,75 millions (en 1997)

## Télévision
- Stations de télédiffusion : 41 (plus 52 répéteurs de moyenne puissance et plus de 650 répéteurs de faible puissance) (en 1997)
  - 4 réseaux nationaux gratuits de télévision et quelques stations régionales ou locales sur un seul émetteur. L'analogique a été supprimé entre septembre 2012 et décembre 2013
  - La télévision payante par satellite numérique est également disponible et diffuse la plupart des réseaux terrestres.
  - Satellite numérique gratuit Freeview avec une douzaine de chaînes SD, avec des flux HD des chaînes HD terrestres gratuites.
  - Télévision numérique terrestre gratuite.
  - La télévision par câble est disponible dans certaines zones urbaines avec les services haut débit de Vodafone.
- Télévisions : 1 926 000 récepteurs (en 1997)

## Internet
- Fournisseurs d'accès Internet (FAI) : 36 (en 2000)
- Internautes : 2,11 millions (en 2002) [Passage à actualiser]
- Connexions internet fixes : 1,24 million (en 2013)
- Code pays (domaine de premier niveau) : .nz

## Taxe de développement des télécommunications
Le gouvernement perçoit chaque année une taxe 50 millions de dollars destinée au développement des télécommunications et au financement des  infrastructures (par exemple le haut débit  milieu rural). Elle est payée par les entreprises de télécommunications dont les revenus d'exploitation sont supérieurs à 10 millions de dollars. Elle est calculée au prorata de leurs revenus imposables.